# Enrico Trevisi
Enrico Trevisi (Asola, 5 de agosto de 1963) é um bispo católico italiano, bispo de Trieste desde 2 de fevereiro de 2023.

## Biografia
Nasceu em Asola, província e diocese de Mântua, em 5 de agosto de 1963. Cresceu em Pieve San Giacomo, província e diocese de Cremona.

### Formação sacerdotal e ministério
Frequentou o seminário diocesano de Cremona.
Em 8 de novembro de 1986 foi ordenado diácono, na Catedral de Cremona, pelo bispo Enrico Assi, que também o ordenou sacerdote em 20 de junho de 1987.
Após a ordenação, obteve o doutorado em teologia moral na Pontifícia Universidade Gregoriana de Roma e ocupou vários cargos docentes: foi, de fato, vice-reitor e professor de teologia moral, primeiro no seminário diocesano, de 1990 a 1997 e depois, até 2022, no estudo teológico interdiocesano de Crema, Cremona, Lodi e Vigevano. Foi professor no Instituto Superior de Ciências Religiosas de Mântua, na Faculdade Teológica do Norte da Itália em Milão e na Universidade Católica do Sagrado Coração em Cremona.
A partir de 1997 foi responsável pela Pastoral Social e Trabalhista, até 2003, e diretor do Centro Pastoral Diocesano, até 2004. De 2000 a 2005 exerceu a função de assistente espiritual da ACLI.
Em 2004 tornou-se reitor do seminário diocesano de Cremona e membro do conselho presbiteral e do colégio de consultores; em 2016, Dom Antonio Napolioni nomeou-o pároco de Cristo Re em Cremona e coordenador da pastoral das famílias.

### Ministério episcopal
Em 2 de fevereiro de 2023, o Papa Francisco nomeou-o bispo de Trieste; ele sucedeu ao arcebispo Giampaolo Crepaldi, que renunciou após atingir o limite de idade. No dia 25 de março seguinte recebeu a ordenação episcopal, na catedral de Santa Maria Assunta em Cremona, do bispo de Cremona Antonio Napolioni, co-consagrando Giampaolo Crepaldi, seu antecessor, e Dante Lafranconi, bispo emérito de Cremona. Tomou posse da diocese no dia 23 de abril, na catedral de San Giusto de Trieste.